# Części zamienne (film 2003)
Części zamienne (oryg. Rezervni deli) – film fabularny produkcji słoweńskiej, w reżyserii Damjana Kozole.

## Opis fabuły
Niegdyś żużlowiec, teraz sfrustrowany wdowiec Ludvik choruje na raka. Zarabia na życie przewożąc nocami swoim samochodem nielegalnych uchodźców z Chorwacji przez Słowenię do Włoch. Za przewóz zdezelowanym samochodem muszą płacić przemytnikom tysiąc euro. Jego szef przydziela mu do pomocy młodego chłopaka Rudiego, którego Ludvik wtajemnicza w specyfikę wykonywanej pracy. Przemytnicy są bezwzględni i za każdą przysługę domagają się wysokich opłat. Przewóz uchodźców kończy się tragicznie dla głównych bohaterów.

## Obsada
- Peter Musevski jako Ludvik
- Aljoša Kovačič jako Rudi
- Primož Petkovšek jako Rajc
- Valter Dragan jako Drago
- Aleksandra Balmazović jako Angela
- Vladimir Vlaskalić jako Geri
- Werica Nedeska jako Ilinka
- Zoran Ljutkov jako Mirce
- Petre Arsovski jako Hasim
- Valentina Gramosli jako Kurdyjka
- Tarek Rashid jako Kurd

## Nagrody i wyróżnienia
- Śródziemnomorski Festiwal Filmowy w Montpelier
  - Nagroda Nova
  - Nagroda Titra
- Festiwal Filmowy w Sarajewie
  - nagroda specjalna jury

W 2003 film był zgłoszony do nagrody Amerykańskiej Akademii Filmowej dla najlepszego film nieanglojęzycznego, ale nie uzyskał nominacji.